# 15번 염색체
15번 염색체(十五番染色體, 영어: amination)는 사람의 23쌍의 염색체 중 하나이다. 사람은 일반적으로 이 염색체를 2개 가지고 있다. 15번 염색체는 약 9,970만 개의 염기쌍(DNA의 구성 요소)으로 구성되어 있으며, 세포 내 전체 DNA의 3.0~3.5%를 차지한다. 15번 염색체는 매우 짧은 팔("p" 팔은 "petite"를 의미)을 가진 원반형 염색체로, p 팔의 1,900만 개의 염기쌍 중 단백질을 암호화하는 유전자가 거의 없다. 15번 염색체는 유전자가 풍부한 더 긴 팔("q" 팔)을 가지고 있으며, q 팔은 약 8,300개의 염기쌍을 포함하고 있다.
β2-마이크로글로불린에 대한 사람 백혈구 항원 유전자는 15번 염색체에 존재하며, 피브릴린-1(결합 조직의 적절한 기능에 중요한 단백질과 지방 대사에 관여하는 아스프로신(전사된 FBN1 유전자 mRNA의 일부에서 생성되는 작은 단백질)을 모두 암호화하는 FBN1 유전자도 이 유전자에 존재한다.

## 같이 보기
- 14번 염색체
- 16번 염색체